# Голіцино (Нижньоломовський район)
Голі́цино (рос. Голицыно) — село у складі Нижньоломовського району Пензенської області, Росія.
Населення — 976 осіб (2010; 1170 у 2002).
Національний склад станом на 2002 рік:
- росіяни — 92 %